# Jason King
Jason King (* 14. September 1981 in Corner Brook, Neufundland und Labrador) ist ein ehemaliger kanadischer Eishockeyspieler und derzeitiger -trainer. Der Flügelstürmer bestritt 59 Partien für die Vancouver Canucks und die Anaheim Ducks in der National Hockey League (NHL), verbrachte jedoch den Großteil seiner aktiven Karriere in Minor Leagues bzw. in Europa, wo er unter anderem für die Adler Mannheim und die Hamburg Freezers auflief. Seit Juli 2023 ist er als Assistenztrainer bei den Minnesota Wild tätig.

## Karriere

### Spielerkarriere
Im Jahr 1999, im Alter von 18 Jahren, stand Jason King zum ersten Mal in der Ligue de hockey junior majeur du Québec für die Halifax Mooseheads auf dem Eis. Nach zwei Jahren wurde er beim NHL Entry Draft 2001 in siebter Runde an 212. Position von den Vancouver Canucks ausgewählt. Der Kanadier blieb noch ein weiteres Jahr in Halifax, bevor er in die Canucks-Organisation einstieg.
In der Saison 2002/03 wurde King acht Mal für Vancouver in NHL eingesetzt, den Großteil der Saison stand er für das Farmteam Manitoba Moose in der American Hockey League auf dem Eis. Im darauffolgenden Jahr absolvierte der Flügelstürmer 49 NHL-Spiele für Vancouver, bevor er in der zweiten Saisonhälfte fast ausschließlich für Manitoba eingesetzt wurde. In der Spielzeit 2004/05 spielte der Linksschütze durchgehend im Farmteam aus Manitoba, da die NHL-Saison aufgrund des Lockouts ausfiel. Eine Kopfverletzung zwang ihn neun Monate zu pausieren, bevor er in die AHL-Mannschaft der Moose zurückkehrte.
2006 entschied sich Jason King für einen Wechsel nach Europa, wo er bei Skellefteå AIK anheuerte, nachdem Vancouver seine Vertragsbedingungen nicht akzeptiert hatte. Dort war der sonst regelmäßige Scorer weniger erfolgreich, weshalb er nach einer Saison erneut die Liga wechselte. Bei DEL-Club Iserlohn Roosters unterschrieb der Linksschütze einen Jahresvertrag, gleichzeitig wurden seine Transferrechte von Vancouver auf Anaheim übertragen.
Der amtierende Stanley-Cup-Sieger Anaheim nahm diese Rechte Mitte Juli 2007 wahr und nahm King unter Vertrag, woraufhin der Kontrakt mit den Roosters aufgelöst wurde. Nach einer weiteren Saison, in der er den Sprung in die beste Eishockeyliga der Welt nicht schaffte, unterzeichnete er erneut einen Vertrag in Deutschland, diesmal bei den Adler Mannheim. Zur Saison 2009/10 wechselte King zum Ligakonkurrenten Hamburg Freezers. Am 2. August 2011 löste er seinen Vertrag in Hamburg auf und wechselte zurück in die American Hockey League, dort spielte er bei den St. John’s IceCaps, dem Farmteam des NHL-Teams Winnipeg Jets.

### Trainer- und Funktionärskarriere
Im August 2013 gab der Verein bekannt, dass King seine aktive Profikarriere beendet habe und fortan als Assistenz-Trainer beim Team tätig sein werde. Diesen Posten hatte er bis zur Saison 2014/15 inne, bevor er bei den neuen St. John’s IceCaps als Director of Hockey Operations vorgestellt wurde. Nach einem weiteren Jahr in St. John’s kehrte er jedoch in die Organisation der Vancouver Canucks zurück, wo er in der Folge vier Jahre lang als Assistenztrainer bei deren Farmteam tätig war, den Utica Comets aus der AHL. Im Januar 2021 gelang ihm dann in gleicher Funktion die Rückkehr in die NHL, als er als Assistent von Cheftrainer Travis Green engagiert wurde. Von dort wechselte er im Juli 2023, ebenfalls als Assistenztrainer, zu den Minnesota Wild.

## Erfolge und Auszeichnungen
- 2001 LHJMQ Second All-Star-Team
- 2003 NHL-Rookie des Monats November
- 2005 Teilnahme am AHL All-Star Classic

## Karrierestatistik
(Legende zur Spielerstatistik: Sp oder GP = absolvierte Spiele; T oder G = erzielte Tore; V oder A = erzielte Assists; Pkt oder Pts = erzielte Scorerpunkte; SM oder PIM = erhaltene Strafminuten; +/− = Plus/Minus-Bilanz; PP = erzielte Überzahltore; SH = erzielte Unterzahltore; GW = erzielte Siegtore; 1 Play-downs/Relegation; Kursiv: Statistik nicht vollständig)